# Порнографія зі зґвалтуванням
Порнографія зі зґвалтуванням — піджанр порнографії, що включає опис або зображення справжнього чи імітованого за згодою зґвалтування. Жертв зґвалтування можуть примушувати вдавати згоду, щоб порнографія, створена насильницьким шляхом, виглядала як імітація зґвалтування або порнографія без зґвалтування.
Порнографія з імітацією зґвалтування заборонена в низці країн, це є предметом суперечок через дані, що вона може заохочувати до зґвалтувань. Проведені щодо цього питання дослідження дають суперечливі результати. Виробництво порнографії зі справжнім зґвалтуванням вважається статевим злочином у країнах, де зґвалтування є незаконним.
Порнографія зі зґвалтуванням, а також порнопомста та подібні піджанри, що зображують насильство, асоціюються з культурою зґвалтування.
Зображення зґвалтування в непорнографічних медіа не вважається порнографією. Імітація сцен зґвалтування та інших форм сексуального насильства нерідко зустрічається в кіно, зокрема у фільмах про зґвалтування та помсту.

## Законність

### Україна
В Україні законом карається зберігання, розповсюдження, продаж чи виробництво будь-якої порнографічної продукції.

### Велика Британія
Зберігання порнографії зі зґвалтуванням є незаконним у Шотландії, Англії та Уельсі.

### Німеччина
У Німеччині розповсюдження порнографії зі справжнім або імітованим зґвалтуванням є незаконним.

### США
У Сполучених Штатах існують правові обмеження щодо порнографії зі зґвалтуванням. Правоохоронні органи першочергово розглядають справи, де при створенні порнографічного контенту були вчинені неправомірні дії. Порнографія з імітацією зґвалтування, створена за добровільною згодою дорослих, не є пріоритетом для поліції.